# Salentinella carracensis
Salentinella carracensis is een vlokreeftensoort uit de familie van de Salentinellidae. De wetenschappelijke naam van de soort is voor het eerst geldig gepubliceerd in 1987 door Platvoet.